# Al-Hakam ibn Abi al-As
Al-Hakam ibn Abi al-`As ibn Umayyah (en árabe الحكم بن أبي العاص / al-Ḥakam bin Abī al-‘As) fue el padre del califa omeya Marwán I y tío del califa Utman. Está considerado como un Sahaba por los suníes.

## Familia
Hakam era nieto de Umayya ibn Abd Shams, de donde proviene el clan de los omeyas. Su padre era Abu al-'As ibn Umayya y su hermano Affan ibn Abi al-'As, padre de Uthman, el tercer califa suní. Su hijo, Marwan ibn al-Hakam fue el octavo califa suní.
La hermana de al-Hakam, Saffya bint abi al-A'as, es la tía de Uthman ibn Affan, esposa de Abu Sufyan y madre de Ramla bint Abi Sufyan, una de las esposas de Mahoma. También tenía un hermano llamado Uthman ibn Abi al-'As.